# Evangelische Kirche (Erda)

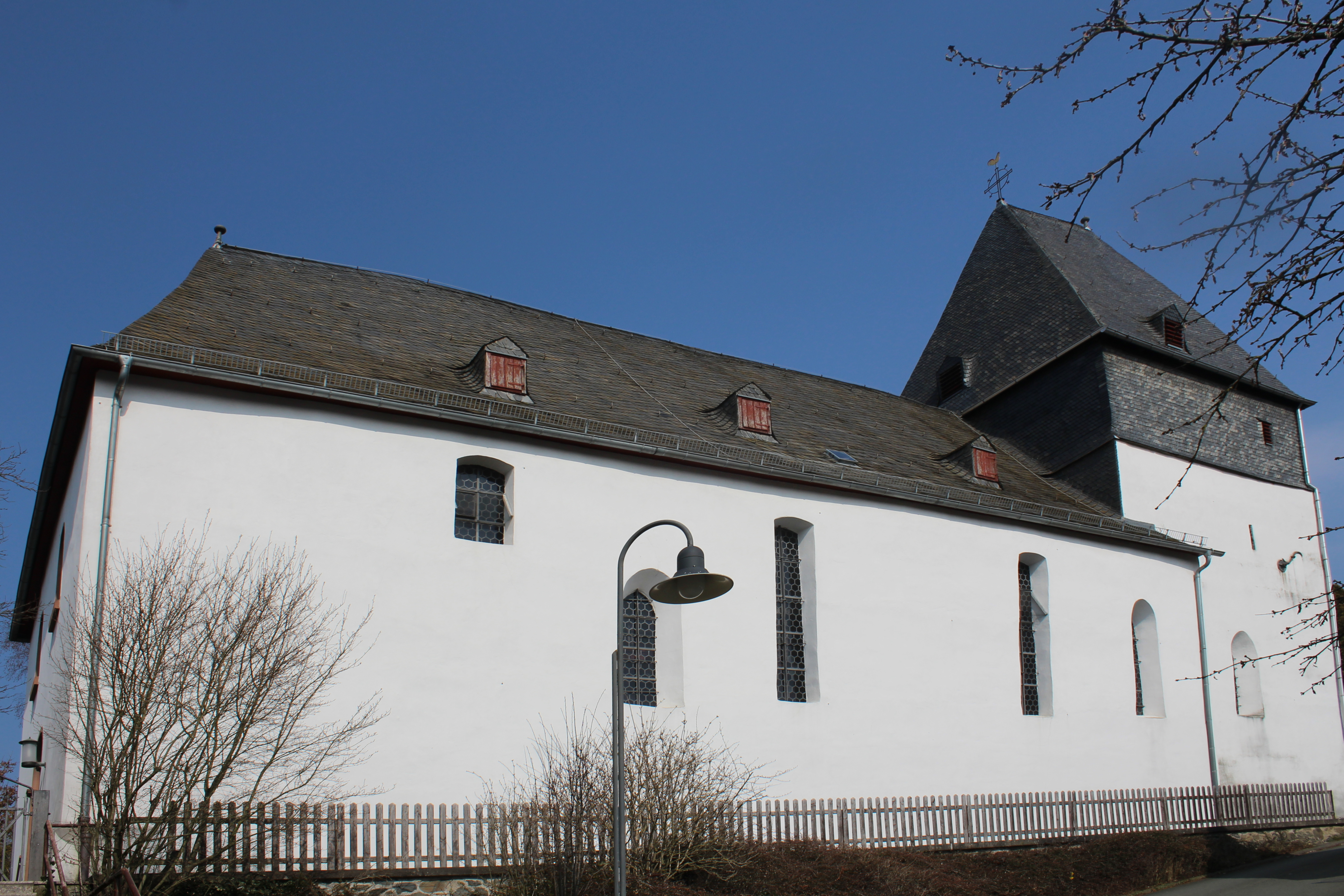
Kirche von Süden

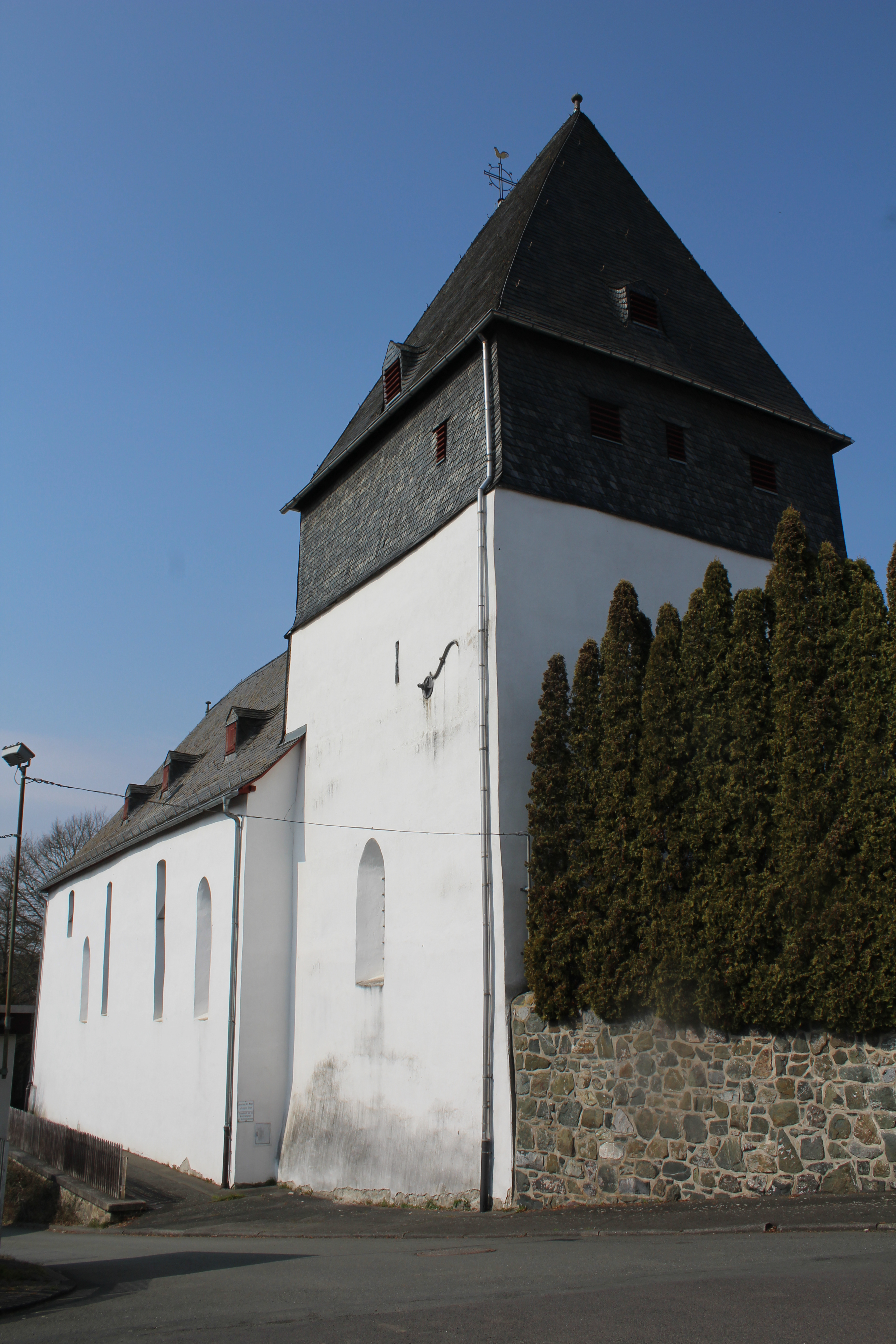
Turm von Südosten

Die Evangelische Kirche in Erda in der Gemeinde Hohenahr im Lahn-Dill-Kreis (Hessen) ist eine im Kern gotische Chorturmkirche mit einem spätromanischen Wehrturm. Die Kirche ist aus geschichtlichen, künstlerischen, städtebaulichen und wissenschaftlichen Gründen hessisches Kulturdenkmal.

## Geschichte
Als erstes Gotteshaus wird eine Kapelle unterhalb der heutigen Kirche angenommen; Mauerreste im alten Schulgarten werden mit dieser Kapelle in Verbindung gebracht. Ein Pleban ist im Jahr 1246 und ein Pfarrvikar Renbold aus Erda 1325 urkundlich nachgewiesen. Die Anteile der Herren von Bicken und von Kalsmunt am Pfarrzehnten gingen 1294 und 1305 an die Grafen von Solms über, die seitdem das Patronatsrecht ausüben.
Seit dem Mittelalter bildete Erda mit Wilsbach ein Kirchspiel. Wilsbach war mindestens seit 1285 Filialort von Erda und löste die Verbindung von der Mutterkirche erst im Jahr 1812. Seit 1806 gehörte Erda zum Herzogtum Nassau und Wilsbach zu Hessen-Darmstadt.
In der Mitte des 14. Jahrhunderts brannte die Wehrkirche im Zuge der Belagerung von Burg Hohensolms aus, weshalb Erzbischof Balduin von Trier der Stadt Wetzlar Vergebung gewähren musste.
Die mittelalterliche Kirche unterstand dem Patrozinium des hl. Nikolaus. Erda gehörte im ausgehenden Mittelalter zum Archipresbyterat Wetzlar im Archidiakonat von St. Lubentius Dietkirchen im Bistum Trier.
Mit Einführung der Reformation wechselte die Kirchengemeinde im 16. Jahrhundert zum evangelischen Bekenntnis, wobei der genaue Zeitpunkt unbekannt ist. Als 1548 die Grafen Reinhard und Friedrich Magnus von Solms-Lich den Besitz ihres Hauses unter sich aufteilten, erhielt Reinhard an geistlichen Lehen die Pfarreien zu Lich, Blasbach, Wanbach (vermutlich Wohnbach), Hohensolms, Königsberg samt Filial Altenstädten, Krumbach, Weidbach und Butzbach sowie die Pastoreien Erda und Altenkirchen. Interessant ist, dass dabei zwischen Pfarreien und Pastoreien unterschieden wurde. Vermutlich beschrieb der Begriff Pastorei eine katholische, der Begriff Pfarrei dagegen eine evangelische Pfarrstelle. Demnach wären Erda und Altenkirchen 1548 noch katholisch gewesen, während in allen übrigen genannten Orten bereits die Reformation Einzug gehalten hatte. Als erster evangelischer Pfarrer ist dann von 1563 bis 1605 Nikolaus Koch nachweisbar. Später nahm die Gemeinde zeitweise den reformierten Glauben an, um jedoch 1624 endgültig zum lutherischen zurückzukehren.
Im 17. Jahrhundert wurde das Kirchenschiff erneuert, blieb aber im Kern erhalten. Im 17. und 18. Jahrhundert wurden drei Emporen eingebaut. Eine hieß „die Wilsbacher Bühne“ und stand der Wilsbacher Filialgemeinde zur Verfügung. Nach der endgültigen Trennung von Wilsbach im Jahr 1827 wurde Erda mit Großaltenstädten pfarramtlich verbunden. Die Westseite der Kirche wurde 1835 neu gestaltet.
Im Zuge einer Innenrenovierung wurden 1971 im Chor und im Schiff Reste alter Wandmalereien freigelegt.
Die Kirchengemeinde Erda-Großaltenstädten gehört heute zum Evangelischen Kirchenkreis an Lahn und Dill in der Evangelischen Kirche im Rheinland. Seit dem 1. Januar 2020 gibt es eine pfarramtliche Verbindung mit der Kirchengemeinde Hohensolms.

## Architektur

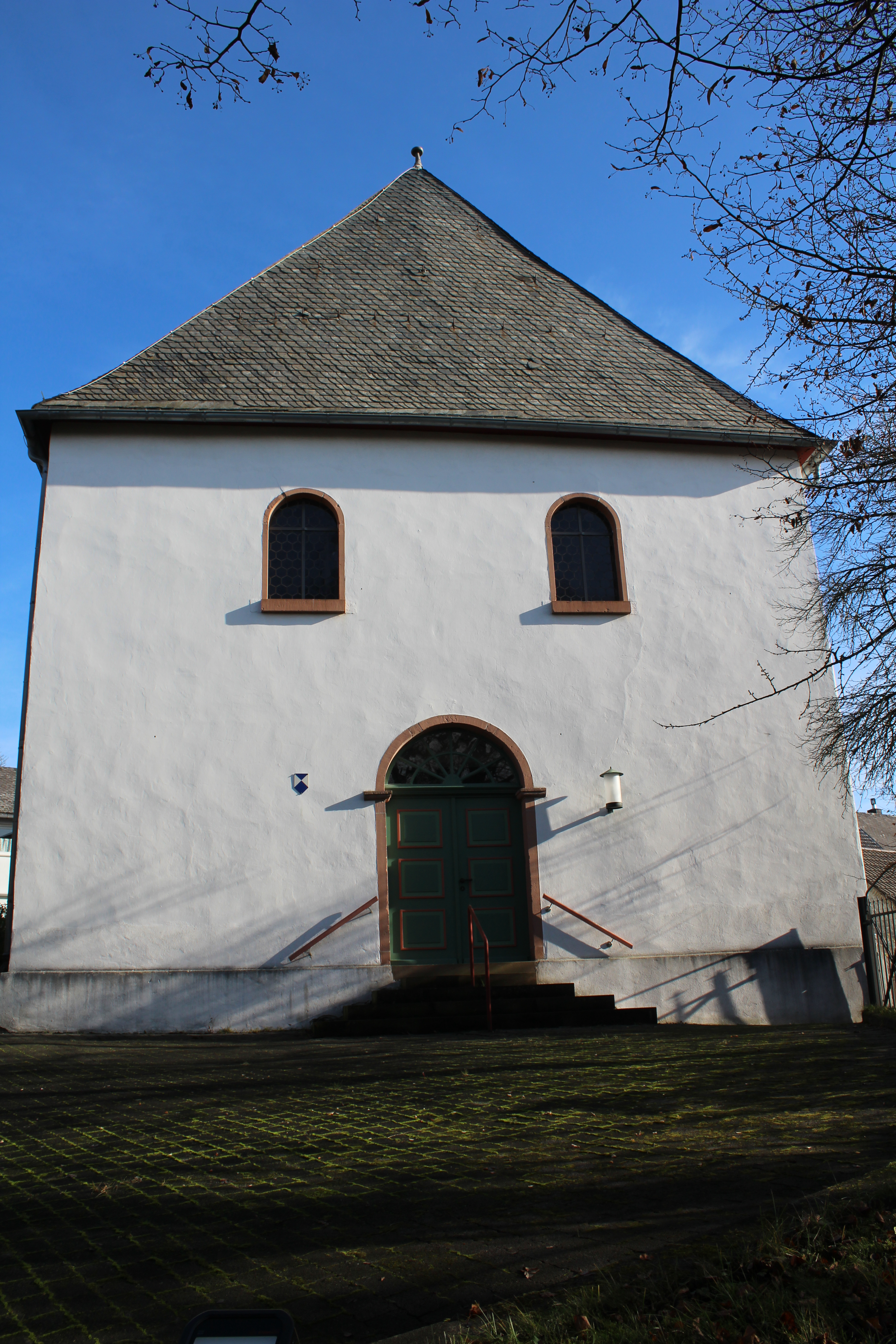
Westportal

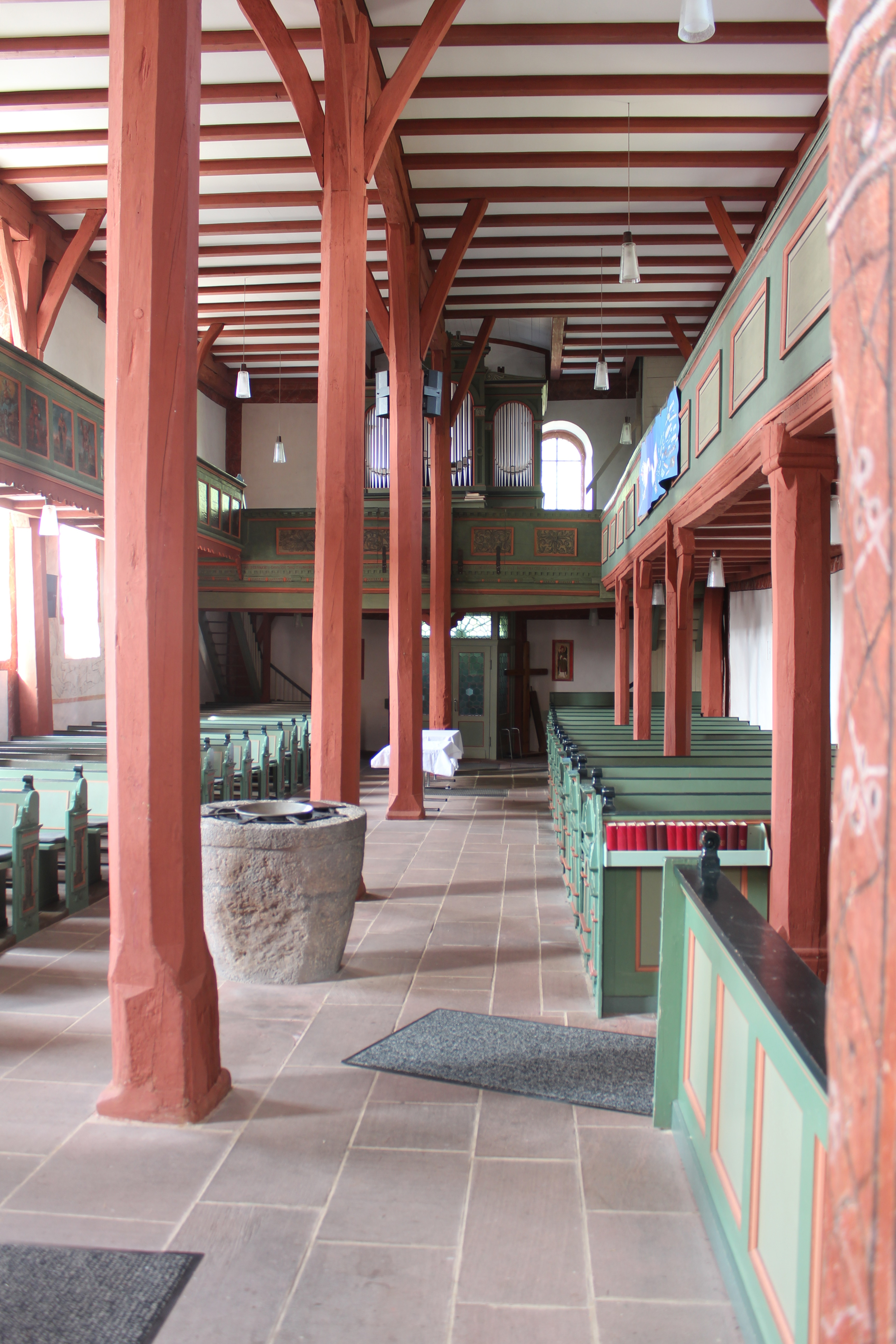
Blick aus dem Chorbogen gen Westen

Die in etwa geostete, weiß verputzte Kirche ist leicht erhöht im Ortszentrum errichtet. Sie liegt mitten auf dem alten Friedhofsgelände, das bis 1911 genutzt wurde. Der massiv aufgemauerte Chorturm aus romanischer Zeit ist ein wuchtiger Wehrturm mit Schießscharten im Obergeschoss. In seinen ältesten Teilen geht er möglicherweise auf das 13. Jahrhundert zurück. Die Glockenstube ist verschiefert und beherbergt ein Dreiergeläut. Über der Glockenstube erhebt sich ein großes steiles Walmdach. Es wird im Westen von einem Turmknauf mit einem verzierten Kreuz und einem Wetterhahn bekrönt. Der Chor wird im Osten durch ein kleines Rundbogenfenster und im Norden und Süden durch je ein hohes Fenster belichtet.
Das Alter des im Kern gotischen Kirchenschiffs ist unbekannt. Der alte Dachstuhl ist noch erhalten. Das verschieferte Dach ist im Westen abgewalmt. Das Innere erhält von der Südseite her durch zwei hohe schmale Fenster und zwei mittelgroße Spitzbogenfenster Licht. Weiter westlich ist unterhalb der Traufe ein kleines Fenster mit Stichbogen eingelassen. Die Nordseite hat drei kleine hochsitzende Fenster mit Stichbogen und die Westseite zwei Rundbogenfenster in der oberen Ebene. Die Kirche wird durch rundbogige Portale im Westen und Norden erschlossen. Während das Nordportal schlicht gestaltet ist, hat das Westportal, das mit der Jahreszahl 1853 bezeichnet ist, ein Gewände aus rotem Sandstein mit vorkragenden Kämpfern und einem Oberlicht im Bogenfeld. 

## Ausstattung

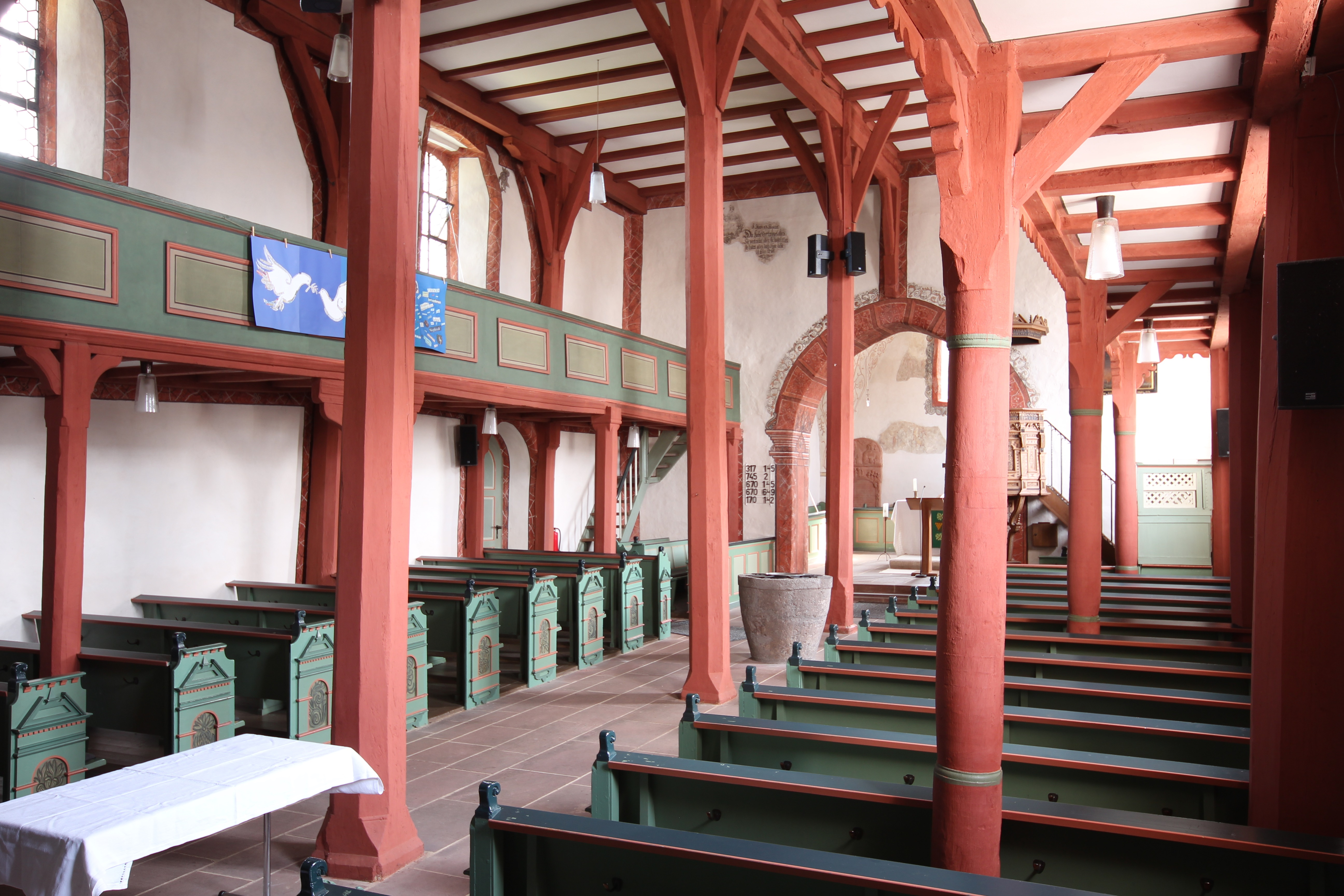
Blick in Vom Schiff zum Chorraum

Der Innenraum des Kirchenschiffs wird von einer flachen Balkendecke abgeschlossen, die auf drei Längsunterzügen ruht. Der mittlere Unterzug wird von vier hohen achteckigen Holzpfeilern mit Kopfbändern gestützt. Ihnen entsprechen in gleicher Höhe je vier Wandstützen an den Langseiten, die ebenfalls Kopfbänder aufweisen. Das Innere wird von der dreiseitigen Empore beherrscht, die an den grün gefassten Brüstungen querrechteckige kassettierte Füllungen hat. Die Westempore, die als Aufstellungsort für die Orgel dient, ist mit der Jahreszahl 1672 bezeichnet. Die vier Füllungen im Westen zeigen Rankenwerk und darunter den Bibelvers aus Jak 1,23 . Die schlichter ausgeführte Nordempore von 1681, die von achteckigen Holzpfeilern getragen wird, hat Füllungen ohne Motiv, darunter die Inschrift mit Ps 150,4–5 . Die Südempore ist etwas höher eingebaut und ruht auf runden Holzsäulen. Die Brüstung trägt 22 Brüstungsmalereien, die um 1780 datiert werden. Sie stellen die vier Großen alttestamentlichen Propheten dar (Jesaja, Jeremia, Hesekiel und Daniel), fünf Szenen aus dem Leben Jesu sowie Christus Salvator und die 12 Apostel vor Landschaftshintergründen. An der Stirnwand der Südempore ist ein weiteres Gemälde angebracht.
Ältestes Ausstattungsstück ist ein großes schlichtes Taufbecken in Pokalform aus romanischer Zeit, das aus einem Block gehauen ist und im Kirchenschiff zwischen den letzten beiden Pfeilern aufgestellt ist. Die polygonale holzsichtige Kanzel am südlichen Chorbogen ist reich mit Beschlagwerk und Intarsien ausgestattet. Der Fries unter dem Kranzgesims ist mit der Jahreszahl 1671 bezeichnet und trägt umlaufend den Bibelvers aus Jes 58,1 . Ein Pfarrstuhl in grüner Fassung mit weißem, durchbrochenem Rautenwerk im oberen Teil führt zum Kanzelaufgang. Rechts vom Schalldeckel der Kanzel ist ein Tafelbild von 1693 aufgehängt, das den Gekreuzigten zeigt. Bis zur Renovierung 1966/1967 hing hier ein Gemälde von Carl Stuhl aus Wetzlar, der 1846 beauftragt wurde, Martin Luther mit der aufgeschlagenen Bibel und den Schwan darzustellen. Das grüne Kirchengestühl von 1651 mit geschnitzten Wangen lässt einen Mittelgang frei. Das dreiseitige Chorgestühl hat schlichte kassettierte Füllungen. An der östlichen Chorwand ist ein Epitaph für Pfarrer Wilhelm Daniel Gerst († 1670) aus rotem Sandstein aufgestellt. Im oberen Bogenfeld ist das Ehepaar dargestellt, darunter ihre zwölf Kinder über einem ovalen Schriftfeld.

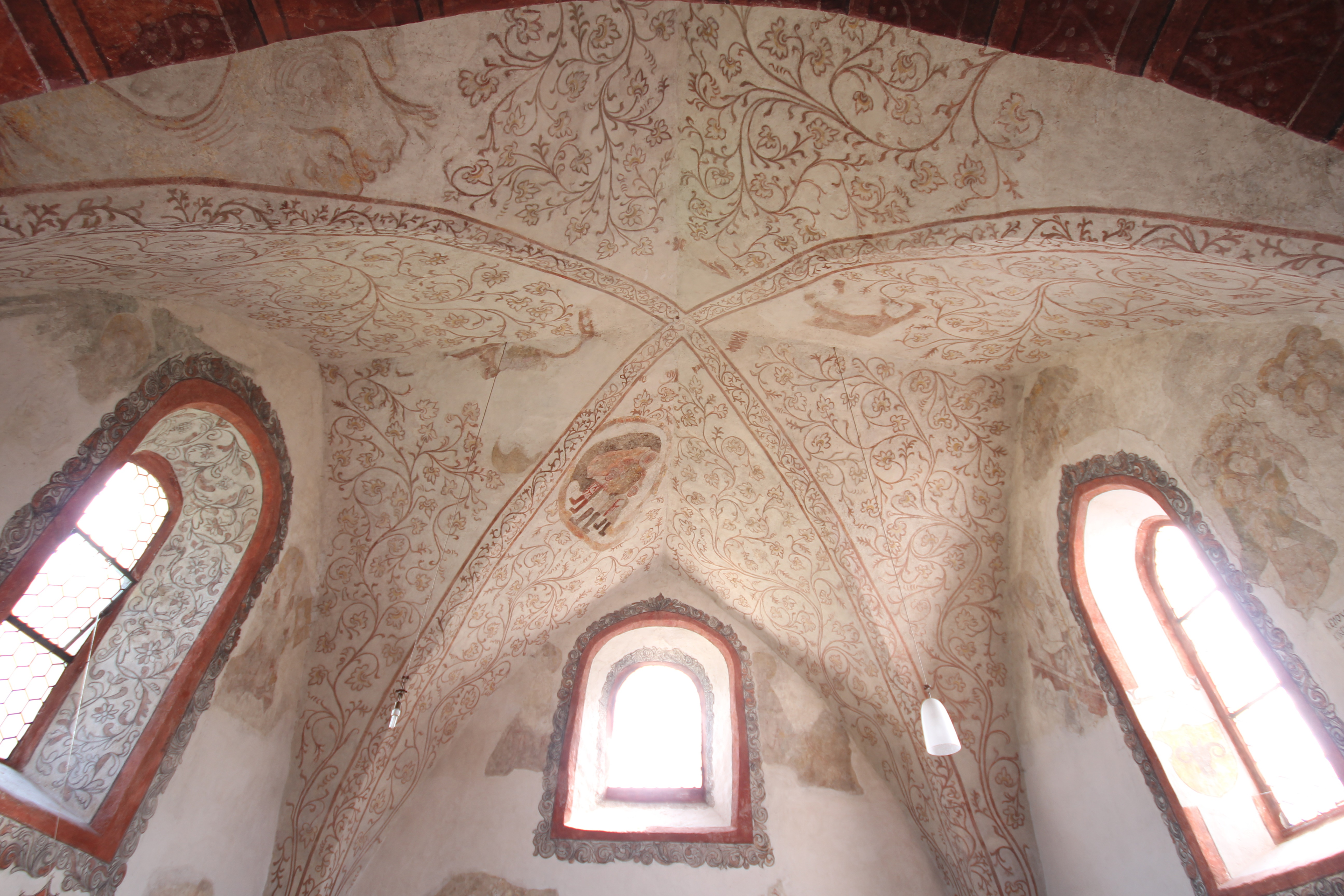
Decke des Chorraums

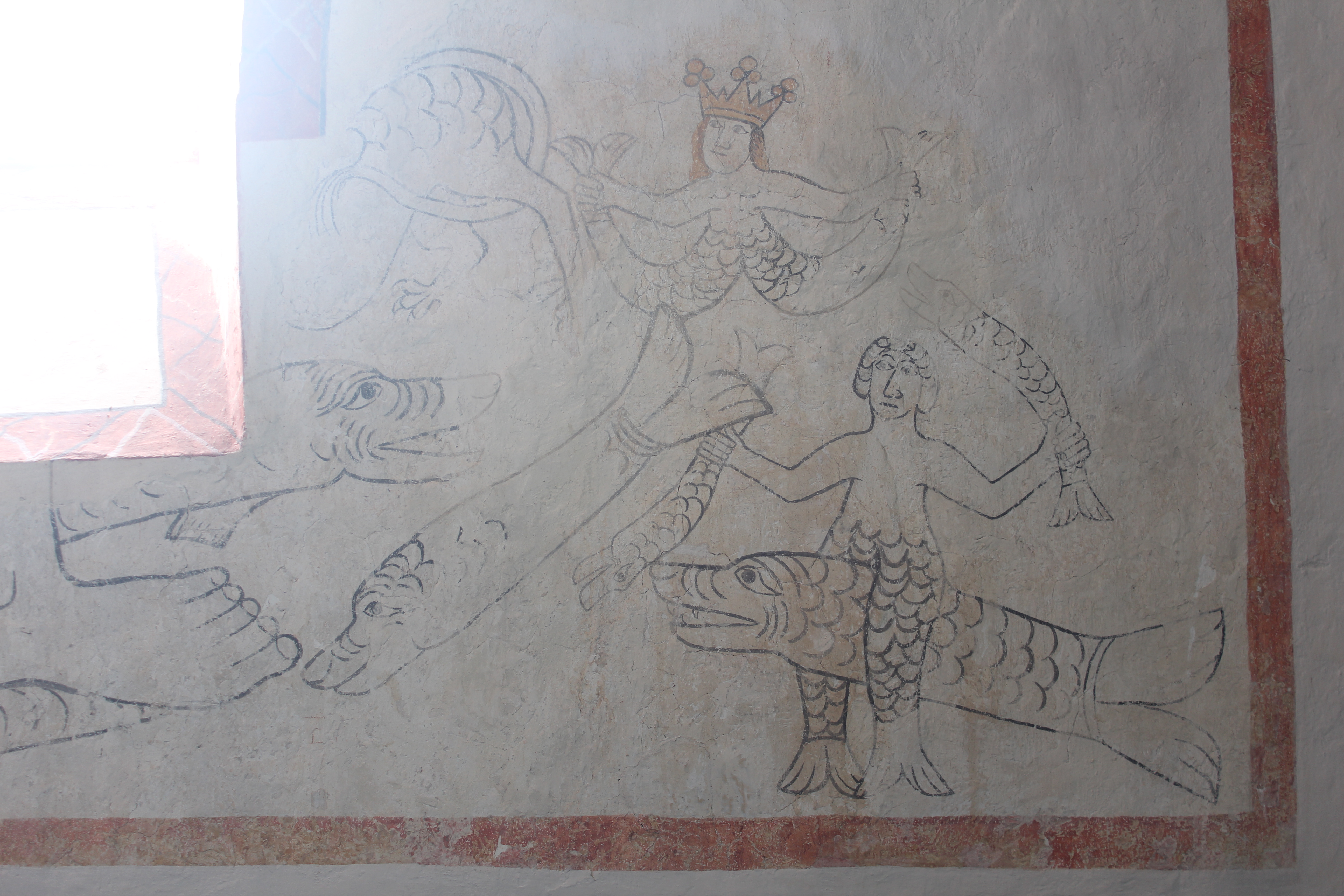
Spätromanische Darstellung eines Fischreiters und des gekrönten Seekönigs

In der nördlichen Chorwand ist eine spitzbogige Sakramentsnische und gegenüber in der Südwand eine quadratische eingelassen. Ein spitzbogiger Triumphbogen öffnet den um zwei Stufen erhöhten Chor zum Kirchenschiff. Die rote Quaderbemalung mit architektonischer Illusionsmalerei stammt aus dem Jahr 1719. Das Kreuzgratgewölbe der Turmhalle zeigt frühgotische figürliche Darstellungen, die in spätgotischer Zeit durch Rankenmalereien übermalt wurden. An den Chorwänden wurden Reste von Malereien vom Jüngsten Gericht, Auferstehung und Himmelfahrt Christi freigelegt. Die Darstellung des Nikolaus, der zwei Kinder beschenkt, an der Chordecke im Stil ländlicher Malerei datiert aus der Zeit um 1815. Im Süden und Norden sind die Fenstergewände mit Rankenmalereien aus spätgotischer Zeit verziert. Das Südfenster zeigt in der Laibung das Wappen derer von Buseck und von Hattstein aus der zweiten Hälfte des 15. Jahrhunderts. An der südlichen Langwand sind Reste von zwei spätromanischen Darstellungen des hl. Christophorus zu sehen, die auf das 14. Jahrhundert zurückgehen. Zu seinen Füßen sind Fische und Seeungeheuer dargestellt. Ein Fischreiter hält in jeder Hand einen Fisch, den er Jesus reicht; der gekrönte Seekönig hat wie der Fischreiter zwei Unterleiber mit Schuppen und Flossen. Die barocke Marmorierung an Fensterlaibungen und -gewänden stammt wie die Bemalung des Triumphbogens aus dem Jahr 1719. Links oben vom Triumphbogen ist ein Blütenkranz mit dem Namen des Schulmeisters sowie als Bibelvers 1 Kor 13,7  gemalt.

## Orgel
Eine Orgel wurde von Abicht im Jahr 1836 als schlecht bezeichnet. Sie verfügte über fünf Register auf einem Manual mit kurzer Oktave und über ein Pedalregister. Gustav Raßmann baute im Jahr 1898 ein neues Instrument mit drei Rundbogenfeldern im Prospekt. Der freistehende Spieltisch an der Emporenbrüstung ermöglicht dem Organisten den Blick geradeaus ins Kirchenschiff. Die Orgel verfügt über mechanische Kegelladen und 14 Register, die auf zwei Manuale und Pedal verteilt sind. Die Disposition lautet wie folgt:

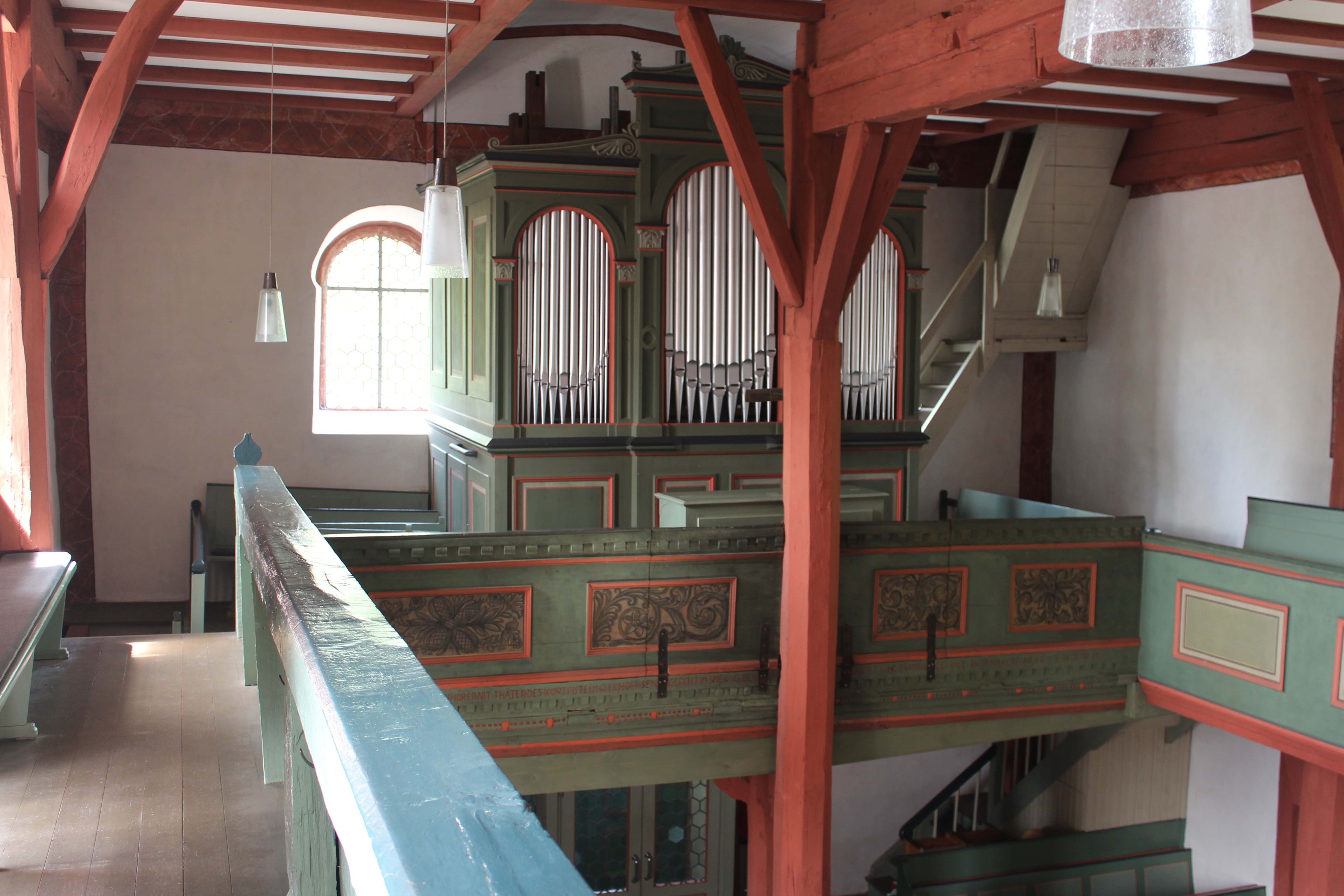
Orgel von der Südempore aus gesehen

| I Manual C–f3 |     |
| Bourdon       | 16′ |
| Principal     | 8′  |
| Hohlflöte     | 8′  |
| Gamba         | 8′  |
| Octave        | 4′  |
| Octave        | 2′  |
| Mixtur III    |     |

| II Manual C–f3  |    |
| Geigenprincipal | 8′ |
| Gedakt          | 8′ |
| Salicional      | 8′ |
| Flöte           | 4′ |

| Pedal C–d1 |     |
| Subbass    | 16′ |
| Violonbass | 16′ |
| Octavbass  | 8′  |

- Koppeln: II/I, I/P
- Spielhilfe: Tutti-Tritt

## Glocken
Der Chorturm beherbergt ein Dreiergeläut. Im Dreißigjährigen Krieg soll eine Glocke gestohlen, aber später im Wald wiedergefunden worden sein. Jacob Rincker aus Aßlar goss 1727 zwei Glocken, die beide im Zweiten Weltkrieg abgeliefert werden mussten. Die größere Glocke kam 1947 nach Erda zurück, während die kleinere verloren ging und 1953 durch Rincker aus Sinn ersetzt wurde. Die mittlere Glocke goss Nicolaus Bernhard aus Dieffenbach im Jahr 1776.
| Nr. | Gussjahr | Gießer, Gussort                | Durchmesser (mm) | Masse (kg) | Schlagton | Inschrift |
| --- | -------- | ------------------------------ | ---------------- | ---------- | --------- | --- |
| 1   | 1727     | Jacob Rincker, Aßlar           | 920              | 453        | g1        | „Diese Glocke töne unter dem Schutz des erlauchten Grafen und Herrn, Herrn Friedrich Wilhelm Graf zu Solms, Hohensolms, Lich und Tecklenburg, Herrn zu Münzenberg, Wildenfels und Sonnenwald. Im Monat Mai 1727 von Johann Jakob Rincker aus dem Braunfelsischen Aßlar in Erda in der gleichen Grafschaft ist sie gegossen (?) worden (Übersetzung aus dem Lateinischen)“ |
| 2   | 1953     | Rincker, Sinn                  |                  |            | a1        | „Friede auf Erden“ |
| 3   | 1776     | Nicolaus Bernhard, Dieffenbach | 750              |            | h1        | „Wann mein Schall zum Boden doend / ruffe Gott demuidig an. / Gott allein die Ehr. [Namen] Gegossen, als ich durchs Feuer bin geflossen, hat mich Nicolaus Bernhard aus Dieffenbach. Erda 1776“ |